# Tan Zero
I Tan Zero sono stati un gruppo musicale italiano attivo negli anni ottanta.

## Storia
Il gruppo nasce nel 1982 a Spilamberto, cittadina non lontana da Modena, formato dai fratelli Alessandro "Alex" e Lorenzo "Lor" Lunati. Si aggiungono poco dopo il chitarrista Carlo "Frank" Giugni e il bassista Daniel "Paul Mc" Gozzi. Nati come gruppo rock progressivo, vengono fortemente influenzati nelle sonorità dall'onda dei grandi gruppi new romantic, soprattutto da Duran Duran e Spandau Ballet.
Nel 1987 esce il loro unico album We Can't Imagine, che ha molto successo e nello stesso anno diventa la colonna sonora del film di Nico D'Alessandria L'imperatore di Roma, considerato dalla critica capolavoro del cinema d'essai ed accostato ad Accattone di Pasolini
Il successo dell'album porta il gruppo a partecipare anche ad una puntata del programma musicale condotto da Renzo Arbore di Rai 2 D.O.C..
Il gruppo comincia a registrare un nuovo album, ma nel 1988 esce il bassista Daniel "Paul Mc" Gozzi che viene sostituito da Luca Mascia, e le registrazioni dell'album non verranno concluse a causa dello scioglimento del gruppo. 
Nel 2008 l'album We Can't Imagine viene ristampato dalla casa discografica Musea Parallele con 9 bonus track e una nuova registrazione della title track.

## Formazione
- Alessandro "Alex" Lunati – voce, pianoforte, synth, tastiere (1982-1990)
- Lorenzo "Lor" Lunati – batteria, voce (1982-1990)
- Carlo "Frank" Giugni - chitarra, cori (1982-1990)
- Daniel "Paul Mc" Gozzi - basso, cori (1982-1988)
- Luca Mascia - basso, cori (1988-1990)
- Giulio Rizzi - Dancing Performance (1988-1990)

## Discografia
- We Can't Imagine (LP, Hiara Records HR 8002) - 1987
- We Can't Imagine (CD, Musea Parallele – MP3071) - 2008, ristampa in formato CD con 9 bonus track